# Howard Zinn

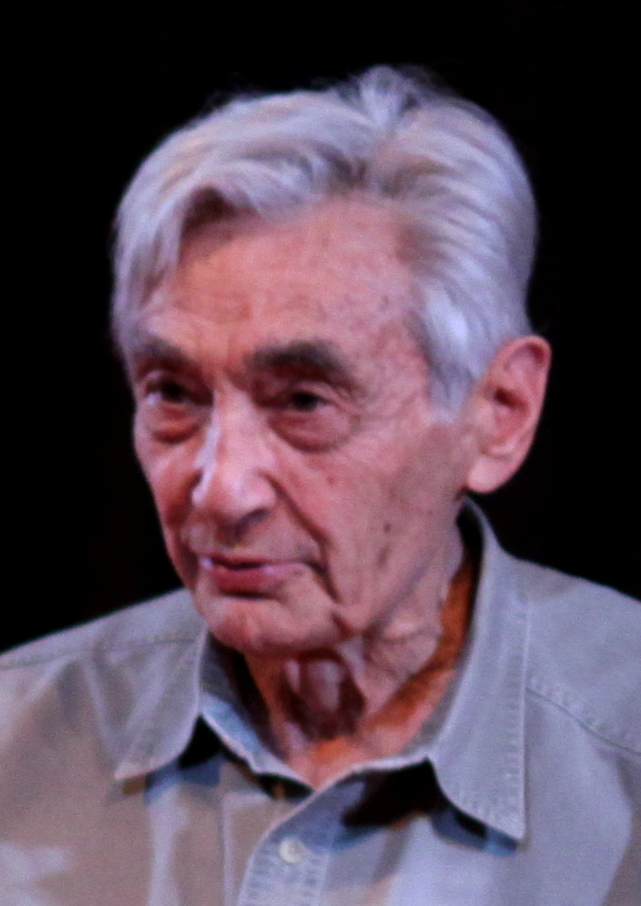
Howard Zinn (2009)

Howard Zinn (Brooklyn, 24 augustus 1922 – Santa Monica, 27 januari 2010) was een invloedrijk Amerikaans historicus van linkse signatuur.
Zinn was hoogleraar aan de Boston University. Hij ontving verschillende prijzen voor zijn werk. Zijn bekendste boek is A people's history of the United States, waarin hij het ontstaan van de Verenigde Staten bekijkt door de ogen van indianen, zwarte slaven, vrouwen en arbeiders. Het boek wordt als leerboek gebruikt op sommige Amerikaanse middelbare scholen, ondanks herhaalde pogingen van Republikeinse politici om het uit het onderwijs te bannen.
Daarnaast was Zinn toneelschrijver. Hij schreef drie stukken, waaronder Emma, gebaseerd op het leven van Emma Goldman. In zijn laatste stuk, Marx in Soho: a play on history keert Karl Marx terug uit de dood; hij krijgt een laatste kans van de autoriteiten van het hiernamaals om zijn naam te zuiveren. Hij belandt echter per ongeluk in SoHo (New York), in plaats van Soho (Londen), waar Marx een groot deel van zijn leven doorbracht.